# Fouquet d'Agoult
Fouquet d'Agoult ou Foulques d'Agoult, (1400-1492), seigneur et baron, chambellan du roi René d'Anjou et chevalier de l'ordre du Croissant.

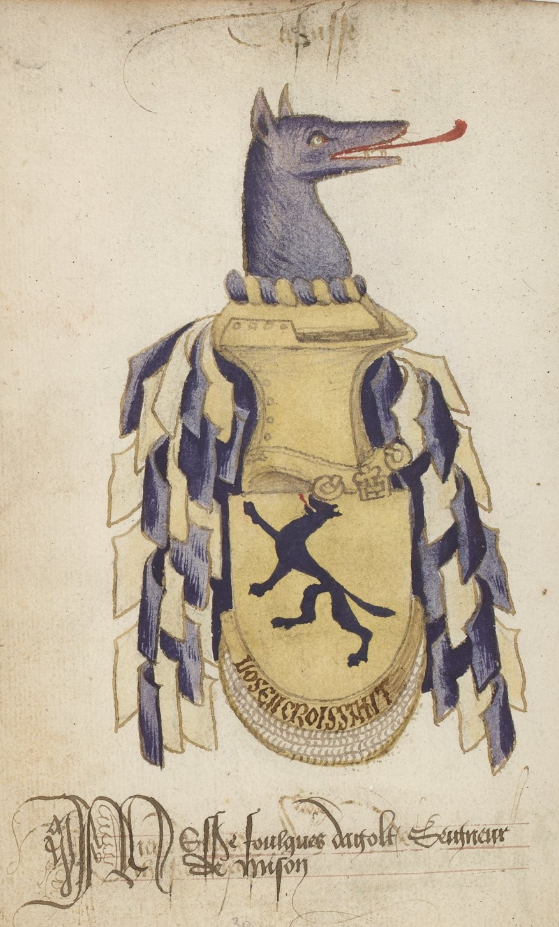
Armoiries de Fouquet d'Agoult (Statuts de l'Ordre du Croissant)

## Biographie

### Origines
Fouquet d'Agoult est issu de la famille d'Agoult, lignée noble de Provence dont les ascendants furent souvent sénéchal et chambellan.

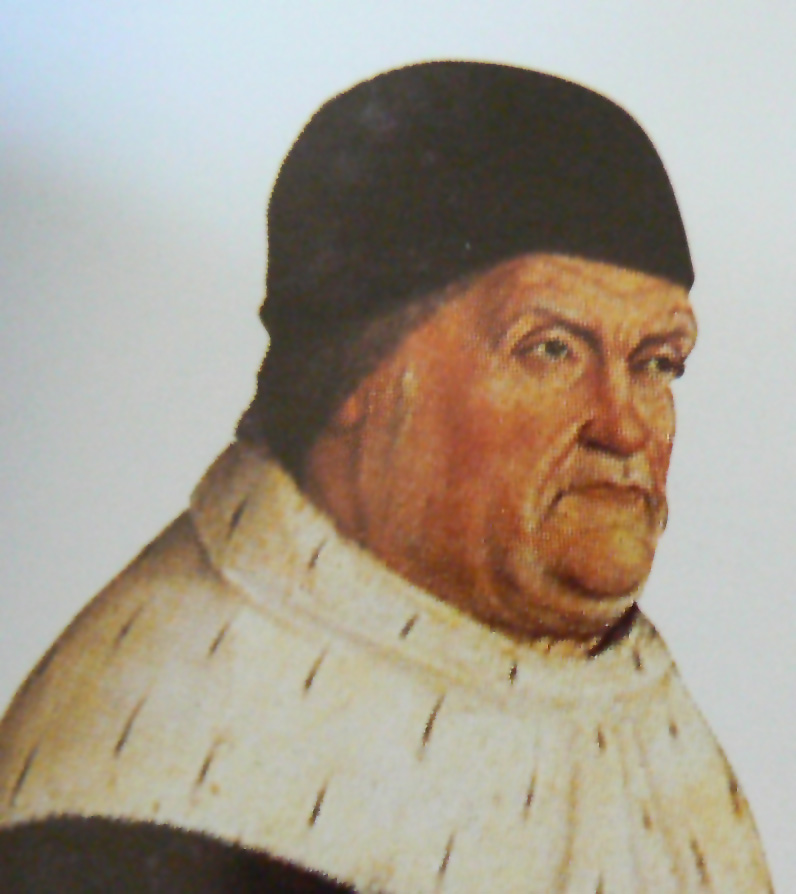
Le roi René d'Anjou, Comte de Provence

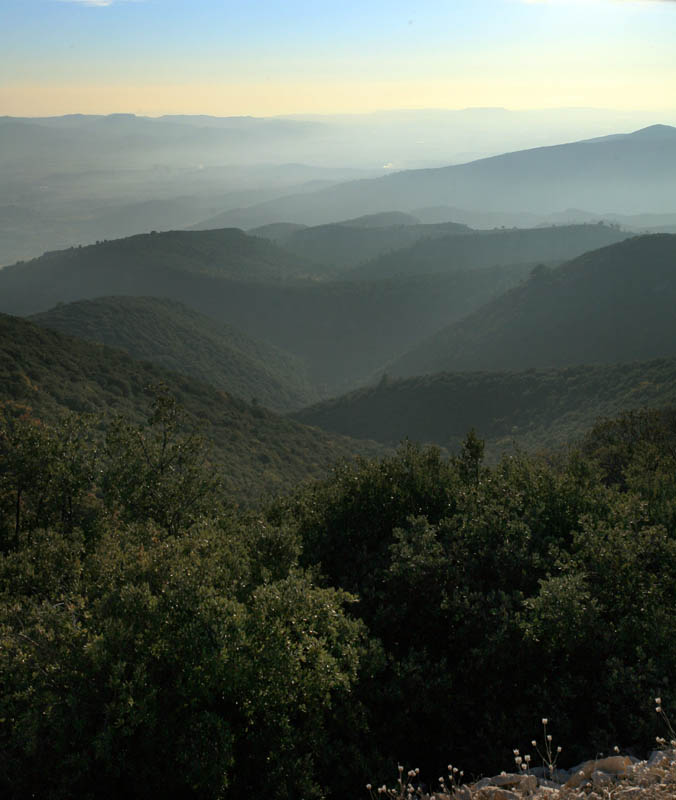
Vue générale du Luberon

Il était baron de Mison, de la Tour-d’Aigues, de Sault et Forcalquier, seigneur de Cabrières, Thèze, Barret, Volone, La Bastide, Peypin-d'Aigues, La Motte-d'Aigues, Niozelles et Saint-Martin-de-la-Brasque, chevalier de l’ordre du Croissant, chambellan du roi René d’Anjou, viguier de Marseille en 1443 et 1472.

### Chambellan du roi René
La carrière de Fouquet d'Agoult commence véritablement avec l'arrivée du duc d'Anjou, René Ier d'Anjou, roi de Naples et de Sicile qui s'installe en Provence après la perte de son royaume de Naples.
La Provence est en pleine désolation. René d'Anjou veut agir en faveur de son domaine provençal. Il consulte un noble, Fouquet d'Agoult qui devient son conseiller et chambellan.
Au milieu de cette désolation, Fouquet d'Agoult fait venir des Alpes (Briançonnais, Piémont) et du littoral génois, des familles entières pour repeupler la Provence. Fouquet d'Agoult, véritable promoteur et de surcroît homme d’affaires avisé, passe des traités de commerce avec Florence, Venise, et Gênes.
Fouquet d'Argoult engage d'importants travaux d'irrigation dans le Luberon et la plaine de la Durance et fait ériger le barrage de l'Étang de la Bonde en 1470, l'un des premiers construits en France. Propriétaire de terres et soucieux de les irriguer, Fouquet d'Agoult a aménagé cet étang afin de contribuer à développer l’agriculture du Pays d’Aigues, via un réseau d'irrigation. L’eau est captée au pied du Luberon à la source du Mirail et des Hermitants.
Le roi René Ier d'Anjou meurt le 10 juillet 1480. Ecartant de sa succession son petit-fils, René II de Lorraine, il a légué ses biens à son neveu Charles du Maine, qui était lui-même gravement malade, et dont l'héritier est le roi de France Louis XI.

### Contre l'annexion de la Provence à la France
Fouquet d'Agoult rassembla une petite armée à Sault, qu'il a confiée à son neveu Raimond V d'Agoult, son propre héritier. La ville d'Apt lui a ouvert ses portes à l'appel de Guillaume de Rémerville, dont la famille d'origine lorraine s'était installée dans la région en 1437. Une grande partie du Luberon, de Cavaillon à Forcalquier, a rejoint les forces de Fouquet d'Agoult. Mais le succès fut de courte durée. Louis XI, averti des progrès de cette révolte provençale, a envoyé une armée qui soumet toute la Provence, après avoir emporté Forcalquier au terme d'un siège de trois semaines. Cependant Louis XI promulgue rapidement une amnistie générale.
En 1492, Fouquet d'Agoult meurt. Il laisse son patrimoine à son neveu Raimond V d'Agoult. Son petit-fils François épouse Mérite de Trivulce, elle aussi originaire du Piémont, qui deviendra la célèbre "Dame de Cental" au moment du Massacre de Mérindol, "bonne pour ses sujets, fière et forte face au Parlement de Provence et à Maynier d'Oppède en particulier".

## Postérité
Fouquet d'Agoult avait été surnommé par ses contemporains le Grand et l'Illustre, eu égard à son amour de la justice, à sa magnificence et à sa libéralité. 
« Nostradamus rapporte que « furent après letrespas de ce tant bon et tant excellent Roy mis plusieurs et divers éloges, épitaphes et doctes compositions, sur sa tombe, dans l'église du Couvent des Carmes de la Cité d'Aix... Les éloges estoient de diverses langues, Hébreux, Grecs, Latins, François, Italiens, Cathalans et Provençaux, que le magnifique Fouquet d'Agoult, seigneur de Sault, fit exactement recueillir et transcrire par l'exprès commandement de la Reyne sa seconde femme ». »
.